# Кострома
Кострома̀ (на руски: Кострома) е град в Русия, административен център на Костромска област, голямо пристанище на река Волга. Населението на града през 2010 година е 268 742 души.

## География
Градът е разположен на 340 км североизточно от Москва, в Костромската низина, на двата бряга на Волга и старото устие на река Кострома. Има излаз на магистрални железни пътища, речно пристанище и летище.

## История
Според предание градът е основан през 1152 г. при експанзията на княз Юрий Долгорукий в Поволжието. Първото му летописно споменаване като значителен град се отнася към 1213 г. От 1246 е столица на Костромското княжество. През 1364 г. влиза в състава на Московското княжество. От 1778 до 1929 г. е губернски град, а от 13 август 1944 г. става административен център на новата Костромска област.

## Забележителности
Градът влиза в състава на „Златния пръстен“ на Русия. В старата част на града е съхранена историческата структура на градоустройство по генералния план на града, утвърден от императрица Екатерина II през 1781 г. Основата на градоустройствения план представлява лъчева мрежа на улиците, центърът на града е разкрит към Волга.
Съхранени исторически паметници:
- Богоявленска катедрала (1565 г.)
- Катедрала „Св. Троица“ на Ипатиевския манастир (1652 г.)
- Църква „Възкресение на Дебра“ (1652 г.)
- Търговски комплекс

Постройки от началото на 19 век (1800 – 1820):
- Здание на Присъстствените места (архитекти А. Д. Захаров, Н. И. Метлин)
- Дом на Борщов (архитект Н. И. Метлин)

## Култура, наука и образование
В града действат 4 държавни висши училища – Костромски държавен университет „Н. А. Некрасов“, Технологичен университет, Селскостопанска академия и Военна академия по радиационна, химическа и биологическа защита. Има филиали и представителства на държавни и недържавни висши училища, средни професионални училища, включително лесомеханически, политехнически, търговско-икономически колежи, училище по културата и музкално училище.

## Побратимени градове
- Аахен, Германия от 2005 г.
- Самоков, България